# Zespół Wernera
Zespół Wernera – genetycznie uwarunkowany zespół charakteryzujący się przedwczesnym i przyspieszonym starzeniem. W odróżnieniu od zespołu progerii Hutchinsona-Gilforda pierwsze objawy zespołu Wernera pojawiają się zazwyczaj dopiero pod koniec okresu dojrzewania (średni wiek osób zdiagnozowanych po raz pierwszy wynosi 24 lata), dlatego bywa on nazywany "progerią dorosłych". Jest spowodowany mutacją w genie kodującym białko WRN. Dziedziczony w sposób autosomalny recesywny. Występuje z częstością 1 na 100 tys. żywych urodzeń.

## Objawy
Pierwsze objawy przyspieszonego starzenia u pacjentów z zespołem Wernera ujawniają się we wczesnej młodości, najczęściej w drugiej dekadzie życia. Do podstawowych objawów należą: obuoczna zaćma (99% chorych), siwienie i/lub utrata włosów (100%) oraz specyficzne zaburzenia skórne różnego typu (96%). Pacjenci z zespołem Wernera charakteryzują się również niskim wzrostem (95%; jest to spowodowane przedwczesnym zakończeniem fazy wzrostu w okresie dojrzewania). Do dodatkowych objawów zalicza się m.in. zmiany głosu, hipogonadyzm oraz płaskostopie. Obserwuje się również zwiększoną zapadalność na choroby typowe dla wieku podeszłego, takie jak: cukrzyca typu 2, osteoporoza, miażdżyca i nowotwory. 

## Przyczyny
Zespół Wernera jest skutkiem mutacji w genie kodującym białko WRN. Należy ono do helikaz DNA biorących udział m.in. w naprawie uszkodzeń DNA polegających na pęknięciu obu nici DNA (ang. double-strand breaks), odgrywa więc ważną rolę w zapewnieniu stabilności genomu w komórce.

## Leczenie
Podobnie jak w przypadku innych progerii, brak jest metody leczenia przyczynowego zespołu Wernera. Stosuje się indywidualne leczenie objawowe.